# Władysław Bogusławski

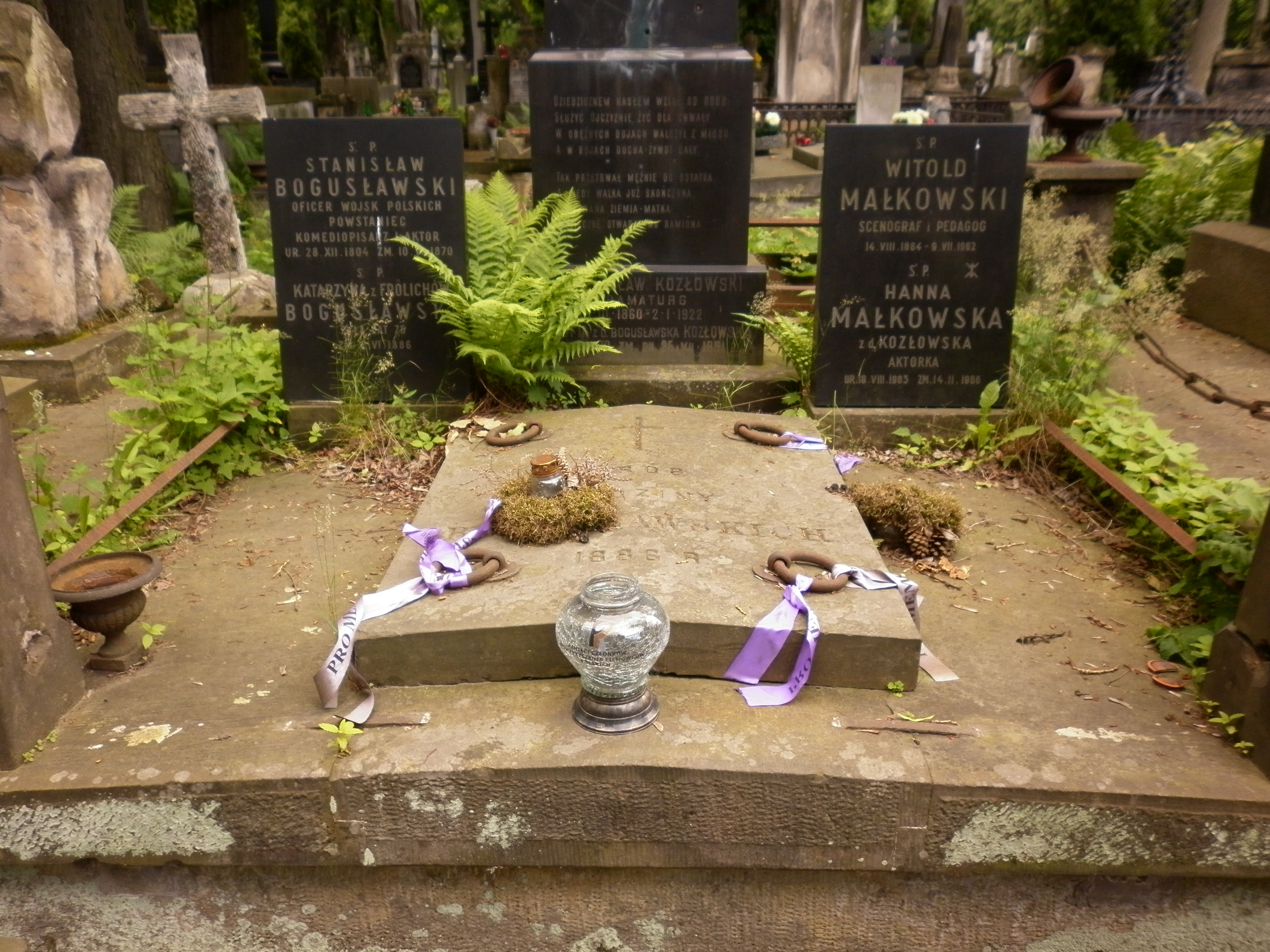
Grób literata Stanisława Bogusławskiego (1804–1870), literata Władysława Bogusławskiego (1839–1909), literata Stanisława Gabriela Kozłowskiego (1860–1922), aktorki Hanny Małkowskiej (1903–1986) i pedagoga i scenografa Witolda Małkowskiego (1884–1962) na cmentarzu Powązkowskim w Warszawie

Władysław Bogusławski herbu Świnka (ur. 9 lutego 1839 w Warszawie, zm. 18 sierpnia 1909 tamże) – polski krytyk literacki, muzyczny i teatralny, nowelista, tłumacz, reżyser; syn Stanisława i wnuk Wojciecha.

## Życiorys
Szkoły średnie ukończył w Warszawie. Studiował prawo na uniwersytetach w Moskwie i Petersburgu (1858–1861), a następnie muzykę w Paryżu i filozofię oraz literaturę Heidelbergu. Lata 1863–1869 spędził poza krajem. Pochodząc z rodziny ściśle związanej z losami teatru narodowego, działalność literacką zwracał głównie w stronę teatru. Debiutował jako krytyk teatralny w „Kurierze Warszawskim” (1858). Jednocześnie związany był z redakcją „Gazety Polskiej”, w której m.in. pisywał na przemian z Litwosem (Sienkiewiczem) felietony Bez tytułu. Pisywał też recenzje literackie, nowele (Historia parasola, Nie wierz mężczyźnie), przełożył Historię Attyli Amédée Thierry'ego, Rok 93 Wiktora Hugo.
Podczas powstania styczniowego był sekretarzem referatu prasowego w Rządzie Narodowym i współredaktorem „Prawdy”. Skazany został na karę śmierci, następnie ułaskawiony i zesłany na Syberię, z której powrócił w 1869 roku.
Od 1870 był członkiem redakcji „Kuriera Warszawskiego”. W 1872 objął kierownictwo pisma ilustrowanego „Wieniec”, a po jego sprzedaniu przez wydawców, wrócił do poprzednich zajęć, coraz bardziej oddając się krytyce teatralnej i muzycznej. W 1871 objął reżyserię dramatu i komedii w teatrach warszawskich, jednak trudności zmusiły go do opuszczenia tego stanowiska po ośmiu miesiącach. Opierając się na doświadczeniu tam nabytym, ogłosił ważne studium Siły i środki naszej sceny („Gazeta Polska”, 1878 oraz oddzielnej odbitce). W 1887 przeszedł do „Kuriera Codziennego”, który później opuścił dla „Gazety Polskiej”, gdzie prowadził dział teatralny i muzyczny do 1898. Od 1890 redagował „Bibliotekę Warszawską”, w 1898 objął rubrykę teatralną i muzyczną w „Tygodniku Ilustrowanym" i w „Kurierze Warszawskim”. W 1901 został członkiem komisji powołanej w celu przeprowadzenia reformy teatrów warszawskich. Był także przewodniczącym Kasy Literackiej, członkiem Towarzystwa Literatów i Dziennikarzy oraz jego prezesem.
Oprócz tego napisał studium o Wojciechu Bogusławskim (we wstępie do wydania Alberta Wójta Stanisława Kozłowskiego, 1887); przetłumaczył Islam Armina Vámbéry'ego, Historię XVIII i XIX w Friedricha Schlossera (6 i 8 tom). Pisał także wiele ocen literackich (m.in. Bez dogmatu).
Bogusławski łączył, wywodzące się jeszcze z romantyzmu, przekonania o wychowawczej misji sztuki z programem teatru artystycznego i zespołowego. Należał do najwybitniejszych krytyków polskich, odznaczał się znajomością przedmiotu, wytrawnością sądu oraz wyjątkowo pięknym językiem i stylem. Z drugiej strony, oskarżany o stosowanie zbyt ostrych kryteriów estetycznych, był znienawidzony przez niektórych współczesnych.

najświetniejszy, najbardziej przygotowany do swego zawodu i najwnikliwszy krytyk teatralny w ostatnim dwudziestopięcioleciu ubiegłego i na początku naszego wieku

Pochowany na Starych Powązkach (kwatera 25-3-10/11).

## Literatura dodatkowa
- Ludwik Simon: Bogusławski Władysław. W: Polski Słownik Biograficzny. T. 2: Beyzym Jan – Brownsford Marja. Kraków: Polska Akademia Umiejętności – Skład Główny w Księgarniach Gebethnera i Wolffa, 1936, s. 212. Reprint: Zakład Narodowy im. Ossolińskich, Kraków 1989, ISBN 83-04-03291-0